# Episodi di Ever After High
Il franchise comprende una webserie animata composta da 5 stagioni, formate a loro volta da episodi dalla durata dai tre agli otto minuti circa, che sono andate in onda tra il 2013 e il 2016.
Oltre alla webserie di corti, sono stati trasmessi molteplici speciali, di durata che varia tra i 20 e i 40 minuti, distribuiti da Netflix.
In Italia, lo show ha inoltre goduto di una messa in onda televisiva, avvenuta a partire dal 5 aprile 2013 su Super!.

## Webserie

### Prima stagione (2013)
|    | Titolo Italiano                   | Titolo Originale             |
| -- | --------------------------------- | ---------------------------- |
| 01 | Raven sotto processo              | Stark Raven Mad              |
| 02 | Lo specchio magico di Apple White | True Reflections             |
| 03 | Le elezioni studentesche          | Maddie-in-Chief              |
| 04 | Il party studioso                 | Briar's Study Party          |
| 05 | Arriva Cupid                      | Here Comes Cupid             |
| 06 | Una favola di scarpe              | The Shoe Must Go On          |
| 07 | Il segreto di Cerise Hood         | The Cat Who Cried Wolf       |
| 08 | Una mezza verità                  | Cedar Wood Would Love to Lie |
| 09 | L'appuntamento di Dexter          | Catching Raven               |
| 10 | Il giorno dopo                    | The Day Ever After           |
| 11 | Una sostituta per Raven           | Replacing Raven              |

### Seconda stagione (2014)
|    | Titolo Italiano                              | Titolo Originale |
| -- | -------------------------------------------- | ---------------- |
| 01 | Blondie si rende utile                       |                  |
| 02 | Scambio di corsi                             |                  |
| 03 | Buon compleanno, Apple White                 |                  |
| 04 | Una bellissima verità                        |                  |
| 05 | MagicNet non funziona                        |                  |
| 06 | Il fattore Raven                             |                  |
| 07 | Blondie Lockes alla sala da tè               |                  |
| 08 | La storia reale di Blondie Lockes            |                  |
| 09 | Poppy la reale-ribelle                       |                  |
| 10 | Destini e segreti                            |                  |
| 11 | Madeline Hatter e il suo Tè delle Meraviglie |                  |
| 12 | Il primo appuntamento di Lizzie Hearts       |                  |
| 13 | Un giorno da reale                           |                  |
| 14 | Lizzie mischia le carte                      |                  |
| 15 | Il lago inquinato                            |                  |
| 16 | Il picnic di Cerise Hood                     |                  |
| 17 | Il problema di Kitty                         |                  |
| 18 | E la reginetta è...                          |                  |
| 19 | Problemi di cuore per Cupid                  |                  |
| 20 | Passa il favore                              |                  |
| 21 | I dolci di Ginger                            |                  |
| 22 | Ashlynn e la sfilata di moda                 |                  |

### Terza stagione (2015)
|    | Titolo Italiano                                  | Titolo Originale |
| -- | ------------------------------------------------ | ---------------- |
| 01 | Un magico invito                                 |                  |
| 02 | Una scelta da amica                              |                  |
| 03 | I dubbi di Raven                                 |                  |
| 04 | La foresta incantata                             |                  |
| 05 | Incontri dolceamari                              |                  |
| 06 | La sera dell'appuntamento                        |                  |
| 07 | Aiuto, guida Raven!                              |                  |
| 08 | La festa della palude                            |                  |
| 09 | La scelta di Faybelle                            |                  |
| 10 | Courtly promuove la sua causa                    |                  |
| 11 | Cosa hanno in serbo le carte per Courtly Jester? |                  |
| 12 | Il giardino degli annuari                        |                  |
| 13 | La vendita benefica                              |                  |
| 14 | Sfida all'alba                                   |                  |
| 15 | Favola sul ghiaccio                              |                  |
| 16 | Febbre d'amore                                   |                  |
| 17 | Il bacio di Bunny                                |                  |
| 18 | Salvami, mio eroe!                               |                  |
| 19 | Rosabella e gli amici animali                    |                  |
| 20 | Il Tri-castle-on                                 |                  |

### Quarta stagione (2016)
|    | Titolo Italiano             | Titolo Originale |
| -- | --------------------------- | ---------------- |
| 01 | Mistero al chiaro di luna   |                  |
| 02 | La lista dei desideri       |                  |
| 03 | Magia in miniatura          |                  |
| 04 | Il racconto delle due feste |                  |
| 05 | Ritmi caldissimi            |                  |
| 06 | Humphrey il coraggioso      |                  |
| 07 | Una canzone per Meeshell    |                  |
| 08 | Affari di neve              |                  |
| 09 | Un terribile segreto        |                  |

## Speciali Netflix
| Titolo                          | Titolo                     | Episodi                                           | Episodi                         | Data di uscita  | Data di uscita  |
| ------------------------------- | -------------------------- | ------------------------------------------------- | ------------------------------- | --------------- | --------------- |
| Italiano                        | Originale                  | Italiano                                          | Originale                       | Originale       | Italiana        |
| Benvenuti alla Ever After High  | Welcome to Ever After High | Il giorno della promessa: Un racconto, due storie | Legacy Day: A Tale of Two Tales |                 |                 |
| Benvenuti alla Ever After High  | Welcome to Ever After High | Benvenuti alla Ever After High                    | Welcome to Ever After High      |                 |                 |
| Benvenuti alla Ever After High  | Welcome to Ever After High | Il giorno del vero amore                          | True Hearts Day                 |                 |                 |
| Benvenuti alla Ever After High  | Welcome to Ever After High | La festa del trono                                | Thronecoming                    | ottobre 2014    | ottobre 2014    |
| Vera Primavera                  | Spring Unsprung            | Vera Primavera                                    | Spring Unsprung                 | 17 marzo 2015   | 17 marzo 2015   |
| Verso il Paese delle Meraviglie | Way Too Wonderland         | Trucchi con le carte                              | Card Tricks                     | 22 ottobre 2015 | 22 ottobre 2015 |
| Verso il Paese delle Meraviglie | Way Too Wonderland         | Jolly                                             | Jester's Wild                   | 22 ottobre 2015 | 22 ottobre 2015 |
| Verso il Paese delle Meraviglie | Way Too Wonderland         | Mischia le carte                                  | Shuffle the Deck                | 22 ottobre 2015 | 22 ottobre 2015 |
| Verso il Paese delle Meraviglie | Way Too Wonderland         | Scala reale                                       | A Royal Flush                   | 22 ottobre 2015 | 22 ottobre 2015 |
| I giochi del drago              | Dragon Games               | Uno specchio da infrangere                        | Shatter the Mirror              | 29 gennaio 2016 | 29 gennaio 2016 |
| I giochi del drago              | Dragon Games               | In sella al drago                                 | Hatch the Dragons               | 29 gennaio 2016 | 29 gennaio 2016 |
| I giochi del drago              | Dragon Games               | Fuga nella foresta                                | Escape the Forest               | 29 gennaio 2016 | 29 gennaio 2016 |
| I giochi del drago              | Dragon Games               | Battaglia alla regina                             | Battle the Queen                | 29 gennaio 2016 | 29 gennaio 2016 |
| Un inverno leggendario          | Epic Winter                | Il giorno della neve                              | Snow Day                        | 5 agosto 2016   | 5 agosto 2016   |
| Un inverno leggendario          | Epic Winter                | L'eterno inverno                                  | A Wicked Winter                 | 5 agosto 2016   | 5 agosto 2016   |
| Un inverno leggendario          | Epic Winter                | Missione glaciale                                 | Ice Castle Quest                | 5 agosto 2016   | 5 agosto 2016   |
| Un inverno leggendario          | Epic Winter                | La rosa di cristallo                              | Crystal Rose                    | 5 agosto 2016   | 5 agosto 2016   |